# Lgharbia
Lgharbia  (in arabo الغربية‎?) è un centro abitato e comune rurale del Marocco situato nella provincia di Sidi Bennour, regione di Casablanca-Settat. Conta una popolazione di 22 729 abitanti (censimento 2014).